# Joachim Standfest
Joachim Standfest (Leoben, 1980. május 30. –) osztrák válogatott labdarúgó, edző.

## Sikerei, díjai
- Grazer AK
  - Osztrák Bundesliga: 2003–04
  - Osztrák kupa: 2000, 2002, 2004
  - Osztrák szuperkupa: 2000, 2002
- Austria Wien
  - Osztrák kupa: 2007, 2009
- Sturm Graz
  - Osztrák Bundesliga: 2010-11

## Külső hivatkozások
- EURO2008 profil
- Austria Archive profil
- Transfermarkt profil